# ابوالحسن علی واحدی
ابوالحسن علی واحدی همچنین شهرت‌ یافته به واحدی نیشابوری (؟ - ۱۰۷۶) محدث، مفسر، زبان‌شناس، ادیب عربی ایرانی در سدهٔ پنجم هجری بود که بیش از هرچیز، برای تفاسیر قرآنش شناخته می‌شود.
واحدی را از نویسندگان مهم و امام عصر خود در ادبیات، تفسیر، حدیث، فقه و نحو دانسته‌اند. وی همانند معمول همان زمان برای آموزش به شهرهای عراق، شام و حجاز مسافرت داشته است. او دانش تفسیر قرآن از ابواسحاق احمد بن محمد بن ابراهیم ثعلبی یاد گرفت. از ابوطاهر بن محمش و قاضی ابوبکر حیری بن کندی عیسی بن یحیی گوش دراز و ابو ابراهیم اسماعیل بن ابراهیم واعظ و محمد بن ابراهیم مزکی و عبدالرحمان بن حمدان نصروی و احمد بن ابراهیم نجار و دیگران حدیث شنید. ابوالحسن واحدی در سال ۴۶۸ یا ۴۶۹ هجری قمری در نیشابور درگذشت.

## آثار و نوشته‌ها
آثار او به زبان عربی است.
- تفاسیر سه‌گانهٔ قرآنی: «البسیط»، «الوسیط» و «الوجیز» که به «الحاوی لجمیع المعانی» موسوم و به «تفسیر واحدی» معروف است؛
- « اسباب النزول» یا «اسباب التنزیل»؛
- «الدعوات والمحصول»؛
- «المغازی»؛
- شرح «دیوان» متنبی؛
- «الاغراب فی الاعراب» یا «الاعراب فی علم الاعراب»، در دانش نحو؛
- «تفسیر النبی (ص)»
- «نفی التحریف عن القرآن الشریف»
- «التحبیر فی شرح الاسماء الحسنی» یا «التنجیز فی شرح اسماء اللَّه الحسنی».